# 柳肅
柳肃（544年—615年），字匡仁，河东郡解县（今山西省运城市临猗县）人，出自河东柳氏西眷，北周、隋朝官员。

## 生平
柳肃年轻时聪明机敏，言语娴熟。最早担任北周齐王文学。周武帝见到他认为他颖异，召拜为宣纳上士。杨坚作丞相，任用为宾曹参军。开皇初年，授为太子洗马。南陈使者谢泉来聘问，以才学见称，隋文帝诏命柳肃设宴接待，时论称道他的辩论才华。转任太子内舍人，再转太子仆。太子杨勇被废，柳肃除名为民。大业年间，隋炀帝与段达提及杨勇的罪过，段达说：“柳肃在宫中，很不受杨勇信用。”隋炀帝问原因，段达回答：“学士刘臻，曾经推荐章仇太翼于宫中，作巫蛊之事。柳肃知道后进谏：‘殿下是皇帝之冢子，位当储贰，应以不孝为诫，不要担心被猜疑。刘臻是书生，鼓摇脣舌，只能诳骗殿下，愿殿下不要采纳。’杨勇不高兴，他日对刘臻说：‘你为什么泄漏消息，使柳肃知道，令他当面折辱我？’从此柳肃之言都不被采纳。”隋炀帝说：“柳肃横遭除名，不是他的罪过。”召来柳肃守礼部侍郎，转任工部侍郎，非常受亲任。隋炀帝每次出征辽东，常委委任他留守涿郡。大业十一年（615年）卒，时年六十二岁。

## 家庭

### 父母
- 柳庆，北周骠骑大将军、开府仪同三司、司会中大夫、平齐景公
- 裴丽华，出自河东裴氏定著五房之一的南来吴裴，北魏使持节、散骑常侍、都督豫雍兖徐司五州诸军事、征南将军、豫州刺史、兰陵郡开国公，赠骠骑大将军、开府仪同三司、谥号忠武公裴叔业曾孙女，员外散骑常侍、辅国将军、中散大夫、兰陵公，赠平南将军、豫州刺史、谥号敬公裴谭第四女，魏前二年封始平县君，魏后元年封常乐郡君，开皇五年封建安国太夫人

### 兄弟姐妹
- 柳机，隋朝使持节、冀州诸军事、冀州刺史、建安简公
- 柳弘，北周御正下大夫
- 柳旦，隋朝太常少卿、代理黄门侍郎、开府仪同三司、新城县男
- 柳勃，相州林虑县县令
- 柳瑗明，嫁长安男和稽勇
- 柳琬净，嫁当亭公贺若弼
- 柳瑜光，嫁虞部拓跋亶
- 柳玉润，嫁中外府记室侯莫陈孝达
- 柳珉英

### 子女
- 柳大隐
- 柳大赟